# Microdélétion 9q22.3
La microdélétion 9q22.3 est une nouvelle cause génétique de syndrome de croissance excessive mise en évidence chez deux enfants présentant une croissance excessive, une macrocéphalie et une trigonocéphalie. Ces deux enfants présentent aussi un retard psychomoteur, une hyperactivité et un faciès particulier.

## Sources
- (en) R. Redon, G. Baujat, D. Sanlaville, M. Le Merrer, M. Vekemans, A. Munnich, N.P. Carter, V. Cormier-Daire et L. Colleaux, « Interstitial 9q22.3 microdeletion: clinical and molecular characterisation of a newly recognised overgrowth syndrome », European Journal of Human Genetics, vol. 14, no 6,‎ juin 2006, p. 759-767 (lire en ligne)